# Rob Roy
Rob Roy, nom popular de Robert Roy MacGregor, versió anglesa de Raibeart Ruadh -en gaèlic, Robert el Vermell- del clan dels MacGriogair (Glengyle, Stirling, 7 de març de 1661 – Inverlochlarig Piden, Balquhidder, 28 de desembre de 1734), és un personatge escocès a mig camí de la història i la llegenda.
Quan tenia divuit anys s'afegí a la revolta de la majoria de clans escocesos que donaven suport al rei catòlic Jaume II d'Anglaterra i VII d'Escòcia enfront de les apetències del protestant Guillem d'Orange, casat amb Maria II d'Anglaterra i d'Escòcia, la filla d'aquell. Quan Jaume II fou vençut i foragitat del regne (1688), el pare de Rob Roy, Duncan MacGregor, fou empresonat durant força anys, cosa que atorgà a pare i fill una certa preeminència dins del clan.
En aquella època, a Escòcia, la llei considerava el bestiar com una propietat comuna, però era freqüent la cria il·legal. La manca d'ordre públic provocà que sorgís l'ofici de "protector de ramats" davant els robatoris, feina pagada precisament amb caps de bestiar que sovint s'incrementaven de forma força tèrbola. Aquesta era la feina de Rob Roy, que en poc temps aconseguí fer-se un nom com a ramader benestant.
L'any 1707 volgué engrandir el seu negoci, i per això demanà un préstec de 3000 lliures escoceses a James Graham, 4t marquès de Montrose, potser el personatge més ric d'Escòcia i que poc temps després, mercès als seus serveis a la reina Anna I, obtindria un immens poder quan el nomenaren duc de Montrose, marquès de Graham i Buchanan, comte de Kincardine, vescomte de Dundaff i senyor d'Aberruthven. El préstec comportava la hipoteca d'unes terres a Inversnaid propietat de Rob Roy que valien molt més.
Sembla que per argúcies de l'administrador de Lord Montrose, la suma mai no arribà a mans de Rob Roy, el qual tanmateix es veié en l'obligació de retornar al préstec. Ell optà per fugir i refugiar-se als highlands emparat pel seu clan, mentre les terres li eren confiscades, la seva família desnonada i la seva casa incendiada. Reuní aleshores un grup amb altres proscrits del clan dels McGregor i inicià una carrera de bandit que havia de durar catorze anys, amb freqüents topades amb les forces del duc de les quals tanmateix sempre aconseguia fer-se escàpol.
El 1722 fou finalment detingut i condemnat a morir a la forca, però gràcies a la intercessió del seu senyor John Campbell, 2n duc d'Argyll, també catòlic i acreditat jacobita, fou indultat i cinc anys després alliberat pel rei Jordi I sota promesa que emigraria a les colònies americanes. Tanmateix no ho complí, i no se li coneixen altres activitats en els set anys que encara visqué.
Si ja en vida Rob Roy havia esdevingut un personatge famós per la seva aferrissada lluita contra els poderosos, la literatura es va encarregar de mitificar-lo. Ja el 1723, un any després que el capturessin, Daniel Defoe va escriure una novel·la amb el títol Higland Rogue (El trapella de les terres altes), que era una pseudo-biografia de Rob Roy. El 1803 el poeta William Wordsworth li dedicà el poema èpic Rob Roy's Grave al seu llibre Recollections of a Tour Made in Scotland. Tanmateix la gran anomenada li vingué de la novel·la Rob Roy, de Sir Walter Scott (1817) que tingué i té tothora amplíssima difusió. La seva vida ha estat duta repetidament al cinema, darrerament amb la pel·lícula Rob Roy de Michael Caton-Jones (1995).
Rob Roy és considerat un dels herois nacionals escocesos.